# Mycalesis fulviana
Mycalesis fulviana är en fjärilsart som beskrevs av Grose-smith 1894. Mycalesis fulviana ingår i släktet Mycalesis och familjen praktfjärilar. Inga underarter finns listade i Catalogue of Life.